# Lesoto nos Jogos Olímpicos de Verão de 2012
Lesoto competiu nos Jogos Olímpicos de Verão de 2012, que aconteceram na cidade de Londres, no Reino Unido, de 27 de julho até 12 de agosto de 2012.

## Desempenho

### Atletismo
Masculino
| Atleta         | Evento   | Fase de grupo | Fase de grupo | Quartas de final | Quartas de final | Semifinal   | Semifinal   | Final       | Final       |
| Atleta         | Evento   | Resultado     | Posição       | Resultado        | Posição          | Resultado   | Posição     | Resultado   | Posição     |
| -------------- | -------- | ------------- | ------------- | ---------------- | ---------------- | ----------- | ----------- | ----------- | ----------- |
| Tsepo Ramonene | Maratona | —             | —             | —                | —                | —           | —           | 2:55.56     | 85          |
| Mosito Lehata  | 200m     | 20.74         | 7             | —                | —                | Não avançou | Não avançou | Não avançou | Não avançou |

Feminino
| Atleta          | Evento   | Fase de grupo | Fase de grupo | Quartas de final | Quartas de final | Semifinal | Semifinal | Final     | Final   |
| Atleta          | Evento   | Resultado     | Posição       | Resultado        | Posição          | Resultado | Posição   | Resultado | Posição |
| --------------- | -------- | ------------- | ------------- | ---------------- | ---------------- | --------- | --------- | --------- | ------- |
| Mamorallo Tjoka | Maratona | —             | —             | —                | —                | —         | —         | 2:43.15   | 90      |

### Natação
Feminino
| Atleta        | Evento     | Eliminatórias | Eliminatórias | Semifinal   | Semifinal   | Final       | Final       |
| Atleta        | Evento     | Tempo         | Posição       | Tempo       | Posição     | Tempo       | Posição     |
| ------------- | ---------- | ------------- | ------------- | ----------- | ----------- | ----------- | ----------- |
| Masempe Theko | 50 m livre | 42s35         | 73º           | Não avançou | Não avançou | Não avançou | Não avançou |